# Roccia sacra dello Hunza
La roccia sacra dello Hunza è un sito archeologico nel Gilgit-Baltistan, in Pakistan. 
Le incisioni rupestri risalgono fino al I millennio d.C. e la roccia si trova sulla cima di una collina che si trova ad est del fiume Hunza. Il sito è raggiungibile con la strada del Karakorum, tra il villaggio di Ganish e il lago di Attabad. 
La roccia è divisa in due parti, mentre un tempo era presenti anche alcune grotte di rifugio buddiste che sono cadute nel tempo. La roccia è una delle maggiori attrazioni turistiche del Gilgit-Baltistan ed è inclusa nell'elenco delle candidature alla lista dei patrimoni dell'umanità dell'UNESCO.

## Descrizione
La roccia è alta circa nove metri per 180 metri di lunghezza ed è divisa in due porzioni, superiore ed inferiore. Entrambe le parti portano iscrizioni rupestri su di loro che sono essenzialmente incisioni e simboli di epoca preistorica. Ci sono state molte grotte rifugio buddiste in tempi antichi che poi sono crollate o cadute nel tempo.

### Parte superiore
La parte superiore della roccia consiste di iscrizioni che sono scolpite nelle lingue Sogdian, Kharosthi, Brahmi, Sarada e proto-Sarada. I nomi degli imperatori dell'Impero Kushana appaiono in queste iscrizioni così come i nomi di altri imperatori degli imperi di Kanishka e Huvishka. Il nome del re Trukha Ramadusa è menzionato anche nelle iscrizioni che sono scolpite in lingua Brahmi.

### Parte inferiore

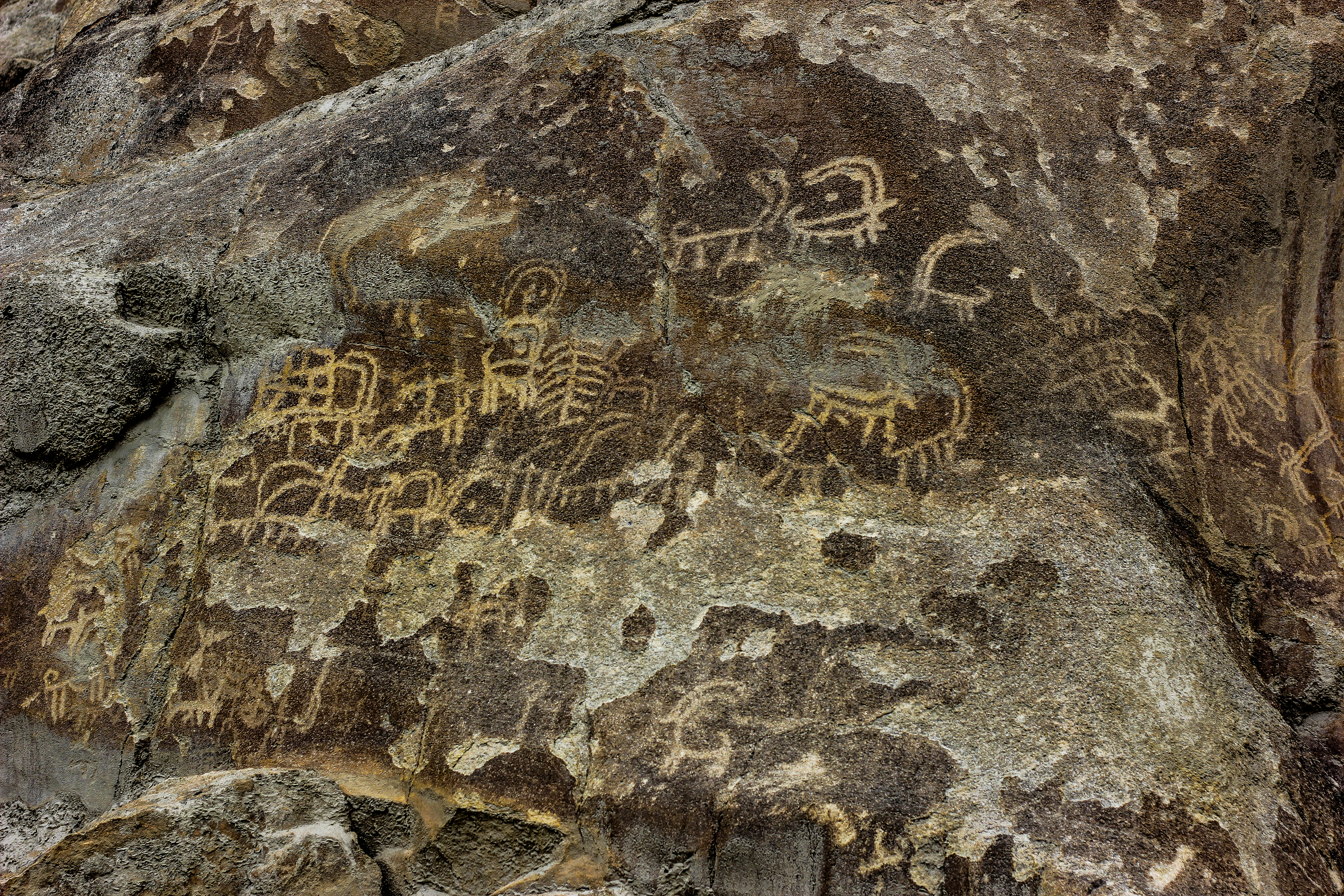
Incisioni rupestri

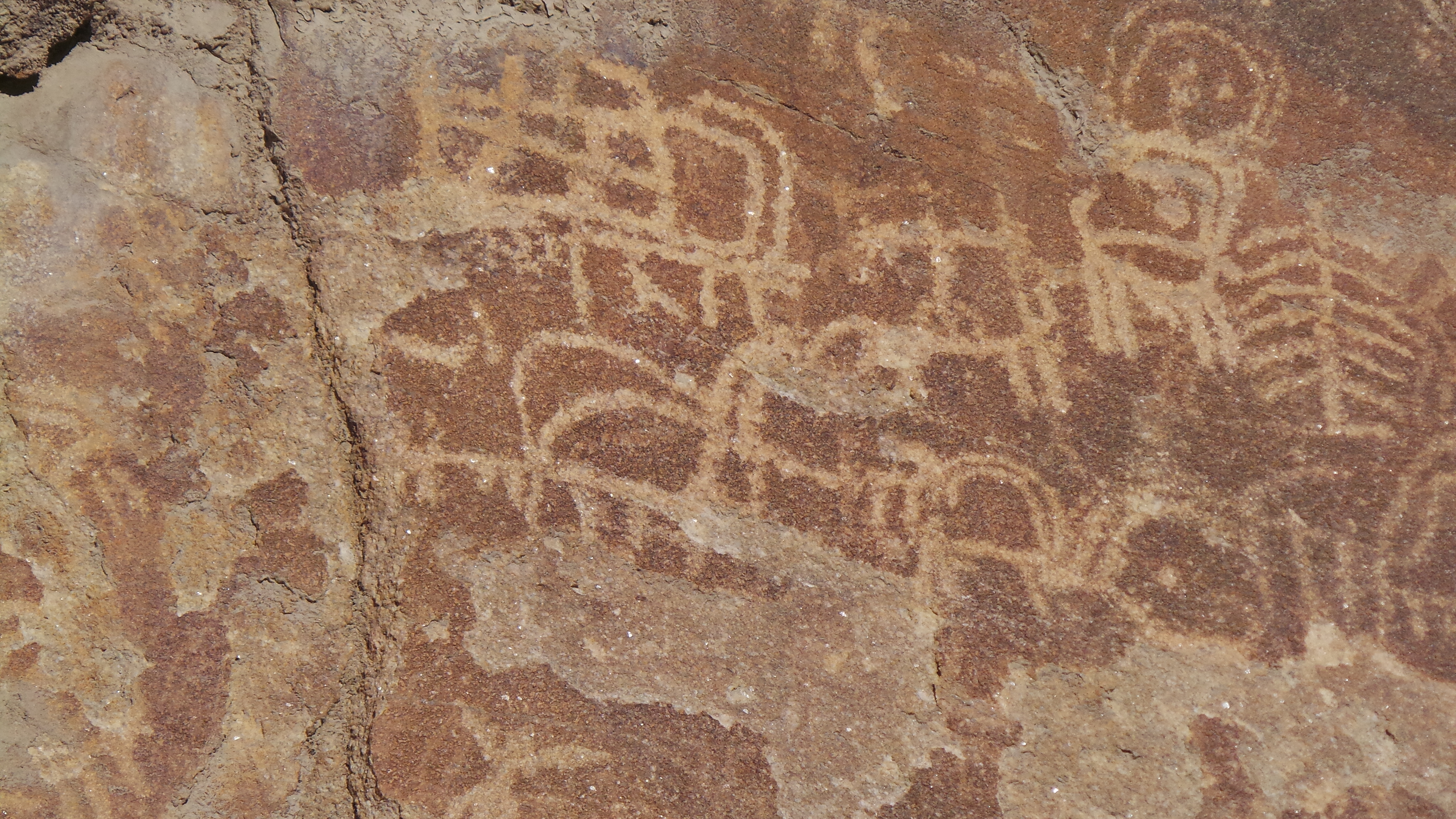
Incisioni

La parte inferiore è incisa con immagini di Ibex (stambecchi), rappresentati in diverse situazioni, compresa la caccia. Fra le incisioni rupestri sono presenti anche divinità cornute antropomorfe che giocano con gli stambecchi. Le incisioni degli stambecchi costituiscono una testimonianza dell'importanza culturale di tale animale sia per i buddisti che per la regione in tempi antichi. Una delle incisioni mostra anche l'immagine di un antico re cinese. Alcune sculture mostrano uno Stupa in stile tibetano.

## Conservazione
La Roccia sacra dello Hunza è inclusa nel patrimonio culturale del Pakistan ed è attualmente ben conservata, alcune se alcune delle incisioni sono rovinate a causa dell'erosione naturale avvenuta nel corso dei secoli.
Il Commissario per le aree settentrionali del Pakistan e il Direttore Archeologico sono responsabili della conservazione del sito, entrambi operanti sotto il governo del Pakistan.
A causa delle frequenti inondazioni del fiume Hunza, il sito archeologico è a rischio.

## Localizzazione
La roccia sacra è situata in un luogo chiamato Haldeikish, vicino alla piccola città di Karimabad nella valle dello Hunza. Il sito si trova sulla cima di una collina che si trova sulla riva sinistra del fiume Hunza.
È facilmente raggiungibile dalla strada del Karakorum che porta al confine tra Pakistan e Cina.